# ماركو بيوي
ماركو بيوي (بالإيطالية: Marco Bui)‏ هو دراج إيطالي، ولد في 17 أكتوبر 1977 في ميستري في إيطاليا.

## وصلات خارجية
- ماركو بيوي على موقع أرشيف الدراجات (الإنجليزية)
- ماركو بيوي على موقع أوليمبيديا (الإنجليزية)